# LOVE PiECE
『LOVE PiECE』（ラヴ・ピース）は大塚愛4枚目のオリジナルアルバム。2007年9月26日にavex traxから発売された。

## 解説
前作『LOVE COOK』から1年9ヶ月ぶりとなるオリジナルアルバム。
CDのみとCD+DVDの2形態で発売。初回盤はCDのみはオリジナルフォトブック付き、DVD付きは「U-ボート」のMusic Clip付き（フォトブックなし）。2形態共通初回特典としてカラーケース（ピンク・黄色・青・緑・紫・黒の6色のうちいずれか1色）&三方背BOX仕様になっている。また、LOVE9CUBE会員限定の初回版も存在する。こちらは「オリジナルLOVE PiECEパズル」を付属。
ジャケット写真は双方ともジグソーパズルのピースで、それぞれ違う写真のパーツを6つ組み合わせたものになっている。曲順は、『LOVE COOK』とは対照的に、未来から過去へ向かうように配列したとのこと。
大塚曰く、本アルバム収録のシングル曲が1曲毎に1つの色とイメージを持ち、「フレンジャー」が黄色で「友達」、「ユメクイ」が紫で「夢」、「恋愛写真」がピンクで「恋愛」、「CHU-LIP」が緑で「家族」、「PEACH」が青で「遊び」、「HEART」が黒で「想い」を象徴しているとのこと。
カラーケースに描かれている6つのパーツからなるハートマークは、「顔」をコンセプトにデザインされたが、当時シングル曲数までは考えていなかったという。今回シングル曲数も6曲ということで、運命的だと話した。
3曲目の「Mackerel's canned food」の意味は「サバの缶詰」。主演映画「東京フレンズ」の中で所属するバンド「サバカン」とかけている。なおこの曲は東京フレンズの挿入歌でもある（当時は未発表曲だった）。

## 収録曲
| 全作詞・作曲: 愛、全編曲: 愛×Ikoman。 |                            |       |            |      |
| #                                     | タイトル                   | 作詞  | 作曲・編曲 | 時間 |
| 1.                                    | 「未来タクシー」           | 愛    | 愛         | 4:10 |
| 2.                                    | 「ユメクイ」               | 愛    | 愛         | 5:18 |
| 3.                                    | 「Mackerel's canned food」 | 愛    | 愛         | 4:23 |
| 4.                                    | 「PEACH」                  | 愛    | 愛         | 4:12 |
| 5.                                    | 「クムリウタ」             | 愛    | 愛         | 4:59 |
| 6.                                    | 「星のタンゴ」             | 愛    | 愛         | 2:54 |
| 7.                                    | 「蚊取線香」               | 愛    | 愛         | 2:07 |
| 8.                                    | 「フレンジャー」           | 愛    | 愛         | 3:48 |
| 9.                                    | 「CHU-LIP」                | 愛    | 愛         | 3:58 |
| 10.                                   | 「HEART」                  | 愛    | 愛         | 4:50 |
| 11.                                   | 「恋愛写真」               | 愛    | 愛         | 5:00 |
| 合計時間:                             | 合計時間:                  | 45:39 |            |      |

| #  | タイトル                   | 作詞 | 作曲・編曲 | 監督     |
| -- | -------------------------- | ---- | ---------- | -------- |
| 1. | 「クムリウタ」(Music Clip) |      |            | 岩井俊二 |
| 2. | 「HEART」(Music Clip)      |      |            | 堤幸彦   |
| 3. | 「U-ボート」(Music Clip)   |      |            |          |

## 曲解説
1. 未来タクシー
ロッテ「ガーナミルクチョコレート」CMソング。この曲について大塚は、「絶対に1曲目にしようと思った」と述べている。
2. ユメクイ
12thシングル。「未来タクシー」から「夢＝未来」繋がりでこの位置になったという。
3. Mackerel's canned food
日本テレビ『ぐるぐるナインティナイン』エンディングテーマ。タイトルは英語で「さば缶」の意味。映画の男性コーラスからアルバム用に大塚自身のコーラスに変更された。
4. PEACH
15thシングル「PEACH/HEART」の1曲目。前曲から「夏のイメージ」繋がりでこの位置になった。
5. クムリウタ
本作のリード曲。エムティーアイ「music.jp」CMソング。本来は「クモリウタ」であったが、のちに「モ」の見た目が嫌という理由で「ム」に変更された。PVでは岩井俊二監督の下、大塚が得意な水泳を生かした水中撮影に挑戦。
6. 星のタンゴ
「クムリウタ」から「心の痛み」繋がりでこの位置になったという。
7. 蚊取線香
高校時代に作られた楽曲。蚊への怒りが最大限に込められた一曲。
8. フレンジャー
11thシングル。このアルバムの方向性を示した第1弾の曲でもある。
9. CHU-LIP
14thシングル。本人曰く「アルバムの中で最大の盛り上がりをみせてくれる曲」。
10. HEART
15thシングル「PEACH/HEART」の2曲目。
ラストの「恋愛写真」と過去繋がりでこの位置になった。
11. 恋愛写真
13thシングル。「未来タクシー」が最初なら、最後はこの曲と前々から決めていたという。

### DVD
1. クムリウタ(Music Clip)
岩井俊二監督によるもの。
2. HEART(Music Clip)
こちらは堤幸彦監督によるもの。
3. U-ボート(Music Clip)
初回盤のみ収録。前作『LOVE COOK』収録曲のPV。

## 演奏
- 大塚愛
  - Vocal
  - Piano (#5.11)
- Ikoman
  - All Programming
  - Guitar (#1-7.9.10)
  - Electric Guitar (#8)
  - Piano (#6)
  - Other Instruments (#1-7.10.11)
- 山口寛雄：Bass (#1)
- 沼澤尚 (THEATRE BROOK)：Drums (#1.4.9)
- 川渕文雄：Bass (#2.3.4.10)
- 藤井謙二：Guitar (#3)
- そうる透：Drums (#3)
- 川井健
  - Hammond Organ (#4.9)
  - Chorus (#7)
  - “Yeah!” Chorus (#9)
- 大石真理恵：Timpani (#4)
- TOKIE：Bass (#5)
- 古田たかし：Drums (#5)
- 弦一徹：Strings Arrangement (#5.11)
- 弦一徹ストリングス：Strings (#5.11)
- 一ノ瀬久：Percussion (#5)
- 須長和広：Acoustic Bass (#6)
- 内田雄一郎 (筋肉少女帯)：Bass (#7)
- 長谷川浩二：Drums (#7)
- 少林武：“蚊...” Chorus (#7)
- フータ
  - “蚊...” Chorus (#7)
  - Chorus (#8)
- 松江潤：Acoustic Guitar, Electric Guitar, Chorus (#8)
- 松田卓己：Bass (#8)
- ターキー：Drums (#8)
- 陳聖治：Chorus (#8)
- 松原秀樹：Bass (#9)
- YOKAN：Trumpet, Baritone Saxophone, Brass Arrangement (#9)
- 井上昇：Trombone (#9)
- 佐藤公彦：Alto Saxophone (#9)
- 岡村未央：Strings, Strings Arrangement (#10)